# カズレーザーと学ぶ。
『カズレーザーと学ぶ。』（カズレーザーとまなぶ）は、日本テレビで2021年からパイロット版を4回放送した後、2022年10月25日から2025年9月2日（予定）まで毎週火曜 22:00 - 23:00に放送されている教養バラエティ番組。

## 概要
"小難しい、でも知れば人生がちょっと変わる"最新の学説を各界の専門家から学ぶ新スタイルの教養番組であり、超ハードコア教養バラエティーと銘打っている。キャッチコピーは「人類の知識欲に。」。
2021年10月2日 - 10月16日に「ネクプラ」枠でパイロット版の第1弾が放送された。また、2022年2月27日に「サンバリュ」枠でパイロット版の第2弾が放送された。
2022年10月25日より、レギュラー放送を開始。MCのカズレーザーにとっては自身初のゴールデン・プライム帯での冠番組となる。
2025年9月で番組の放送が終了する事が報じられ、8月19日のエンディングで、9月2日が最終回である事が明らかとなった。

## 出演者

### MC
- カズレーザー（メイプル超合金）

### 主な聴講生
- 武藤十夢
- おいでやすこが - 回によってはピンでの出演もある。
- マヂカルラブリー
- ゆうちゃみ
- オカリナ（おかずクラブ）
- 錦鯉

### 進行
- 岩田絵里奈（日本テレビアナウンサー、2023年4月4日 - ）[3][注 2]

### 過去の出演者
- 斉藤慎二（ジャングルポケット）

## 放送リスト

### パイロット版
| 回 | 放送日   | テーマ                                 | 聴講生                                     | 専門家                                                                               | 備考  |
| -- | -------- | -------------------------------------- | ------------------------------------------ | ------------------------------------------------------------------------------------ | ----- |
| 1  | 10月02日 | SNS炎上に見る現代人の怒り              | 斉藤慎二（ジャングルポケット）、堀田茜     | 関屋裕希（心理学）、山口真一（統計学）、安藤駿介（アンガーマネジメント）             | [ 1 ] |
| 2  | 10月09日 | 現代の揺らぐ生と死                     | 斉藤慎二（ジャングルポケット）、滝沢カレン | 渡邊正峰（東大准教授）、高橋祥子（ジーンエクスト代表）、小澤竹俊（ホスピス医）       | [ 6 ] |
| 3  | 10月16日 | コロナ禍でエスカレートする現代人の衝動 | 斉藤慎二（ジャングルポケット）、神田愛花   | 阿部誠（東京大学教授）、細田千尋（帝京大学細田研究所主宰）、桐生正幸（東洋大学教授） | [ 7 ] |

| 回 | 放送日   | テーマ                              | 聴講生                                                               | 専門家                                                       | 備考  |
| -- | -------- | ----------------------------------- | -------------------------------------------------------------------- | ------------------------------------------------------------ | ----- |
| 4  | 02月27日 | コロナ禍で覆ったお金の常識 再生医療 | 岡田結実、神田愛花、斉藤慎二（ジャングルポケット）、マヂカルラブリー | テスタ、成田悠輔、日比野佐和子、馬渕磨理子、池本将、吉岡祐亮 | [ 3 ] |

### レギュラー版

#### 2022年
| 回 | 放送日   | テーマ               | 聴講生                                                                             | 専門家 | 進行（日本テレビアナウンサー） | 備考                                                                                     |
| -- | -------- | -------------------- | ---------------------------------------------------------------------------------- | --- | ------------------------------ | ---------------------------------------------------------------------------------------- |
| 1  | 10月25日 | 不老不死             | アンミカ、おいでやすこが、斉藤慎二（ジャングルポケット）、竹内由恵                 | 稲見昌彦（東京大学 総長特任補佐・先端科学技術研究センター教授）、奥真也（医療未来学研究者 医学博士）、高橋祥子（ジーンクエスト代表） | 石川みなみ                     | 日本テレビを含め一部地域のみ21:54より放送開始（該当しない地域は22:00飛び乗り）。         |
| 2  | 11月01日 | AI                   | 内田理央、川田裕美、斉藤慎二（ジャングルポケット）、藤森慎吾（オリエンタルラジオ） | 柏村祐（九州大学客員教授）、高口康太（千葉大学客員准教授）、山本龍彦（慶應義塾大学教授）、松田英子（東洋大学教授）                   | 石川みなみ                     |                                                                                          |
| 3  | 11月08日 | 現代人の脳           | 竹内由恵、武藤十夢（AKB48）、モグライダー、吉村崇（平成ノブシコブシ）              | 細田千尋（帝京大学細田研究所主宰）、渡邊正峰（東大准教授）、堀澤士朗（東京女子医科大学）                                             | 小髙茉緒                       | この回から日本テレビを含め一部地域で事前番組『まもなくカズレーザーと学ぶ。』を別途放送。 |
| 4  | 11月15日 | サイバー犯罪         | 新井恵理那、アンミカ、コットン、斉藤慎二（ジャングルポケット）                     | 山田敏弘（国際ジャーナリスト）、盛合志帆（NICTサイバーセキュリティ研究所研究所長）、平和博（桜美林大学教授）                         | 黒田みゆ                       |                                                                                          |
| 5  | 11月29日 | お金と幸せ           | 岡田結実、空気階段、鷲見玲奈、吉村崇（平成ノブシコブシ）                           | 井上智洋（経済学者）、大川内直子（文化人類学者）、山口揚平（早稲田大学貨幣学専門）                                                   | 河出奈都美                     |                                                                                          |
| 6  | 12月13日 | マインドコントロール | 斉藤慎二（ジャングルポケット）、鷲見玲奈、滝沢カレン、錦鯉                         | 西田公昭（立正大学心理学部教授）、柳原理枝子（公認心理士）、西剛志（脳科学者）                                                       | 小髙茉緒                       |                                                                                          |

#### 2023年
| 回 | 放送日   | テーマ                           | 聴講生 | 専門家 | 進行（日本テレビアナウンサー） | 備考 |
| -- | -------- | -------------------------------- | --- | --- | ------------------------------ | --- |
| 7  | 01月10日 | 変わる日本人&遺伝と才能          | 新井恵理那、井森美幸、斉藤慎二（ジャングルポケット）、鷲見玲奈、関根麻里、なすなかにし、吉村崇（平成ノブシコブシ）、                                 | 安藤寿康（慶應義塾大学教授 行動遺伝学者）、山本奈津子（大阪大学 データビリティフロンティア機構特任講師）、木村亮介（琉球大学大学院 医学研究科教授）、枝川義邦（早稲田大学教授 脳神経科学学者）、山口和巳（歯科医師）                                                         | 石川みなみ                     | 2時間SP |
| 8  | 01月17日 | 食と健康の関係性                 | おいでやすこが、倉科カナ、斉藤慎二（ジャングルポケット）、竹内由恵、武藤十夢（AKB48）、モグライダー、吉村崇（平成ノブシコブシ）                      | 亀井康富（京都府立大学 分子栄養学研究室 教授）、溝口徹（栄養療法専門医）、今井伸二郎（東京工科大学 免疫食品機能学 教授）、牧野知弘（経済・社会問題評論家） | 小髙茉緒・河出奈都美           | |
| 9  | 01月24日 | 集団心理                         | 神田愛花、斉藤慎二（ジャングルポケット）、ザ・マミィ、武藤十夢                                                                                       | 細田千尋（東北大学 加齢医学研究所・脳科学研究部門大学院情報科学研究科の准教授）、川崎真弘（筑波大学 システム情報系知能機能工学域の准教授）、山極壽一（元京都大学総長 総合地球環境学研究所 所長）                                                                             | 黒田みゆ                       | |
| 10 | 02月07日 | 皮膚の最新研究                   | アンミカ、国本梨紗、斉藤慎二（ジャングルポケット）、南原清隆（ウッチャンナンチャン）                                                                 | 仲谷正史（慶應義塾大学 環境情報学部 准教授）、関根嘉香（東海大学 理学部 教授）、飯塚翠（再生医療専門家 M再生クリニック院長） | 石川みなみ                     | |
| 11 | 02月21日 | 記憶の正体                       | 井森美幸、斉藤慎二（ジャングルポケット）、ザ・マミィ、堀田茜                                                                                         | 渡邉正峰（東京大学大学院 工学系研究システム創成学専攻 准教授）、奥山輝大（東京大学 定量生命科学研究所 准教授）、澤田誠（名古屋大学 環境医学研究所 教授） | 小髙茉緒                       | |
| 12 | 03月07日 | 花粉&アレルギー                  | 生駒里奈、川田裕美、斉藤慎二（ジャングルポケット）、高橋茂雄（サバンナ）                                                                             | 続木康伸（アルバアレルギークリニック院長）、矢上晶子（藤田医科大学ばんたね病院教授 日本アレルギー学会理事）、河本正次（広島大学大学院総合生命科学研究科教授） | 河出奈都美                     | |
| 13 | 03月14日 | 住まい                           | 菊川怜、斉藤慎二（ジャングルポケット）、ヒコロヒー、武藤十夢                                                                                         | 伊香賀俊治（慶應義塾大学 理工学部教授）、杉山真樹（国立研究開発法人 森林研究・整備機構 森林総合研究所）、高原美由紀（一級建築士 空間デザイン心理学協会 代表理事） | 河出奈都美                     | |
| 14 | 03月28日 | 量子コンピューター               | おいでやすこが、斉藤慎二（ジャングルポケット）、宮澤エマ、ゆうちゃみ                                                                                 | 大関真之（東北大学大学院 情報科学研究科教授）、マイケル・オズボーン（英国 オックスフォード大学 工学部教授） | 石川みなみ・黒田みゆ           | キリンチャレンジカップ2023 日本×コロンビア（19:00 - 21:24）を放送のため、通常より30分遅れの放送（22:30 - 23:30）。 |
| 15 | 04月04日 | 新時代の金銭感覚                 | 神田愛花、斉藤慎二（ジャングルポケット）、本田望結、モグライダー                                                                                     | 大槻奈那（名古屋商科大学大学院教授）、犬飼佳吾（明治学院大学経済学部准教授）、藤原寿理（福島県立医科大学医学部助教） | 岩田絵里奈                     | |
| 16 | 04月11日 | 人間関係                         | 新井恵理那、風間俊介、斉藤慎二（ジャングルポケット）、鷲見玲奈、南原清隆（ウッチャンナンチャン）本田仁美（AKB48）、武藤十夢                          | 新岡陽光（人間環境大学・講師）、山本雅裕（大阪大学微生物病研究所教授）、細田千尋（東北大学准教授）、皆川泰代（慶應義塾大学教授）、枝川義邦（早稲田大学教授脳神経科学学者）、中野珠実（大阪大学 脳情報通信融合研究センター教授）                                              | 岩田絵里奈                     | 2時間SP |
| 17 | 04月18日 | 交通トラブル                     | おいでやすこが、斉藤慎二（ジャングルポケット）、滝沢カレン、竹内由恵                                                                                 | 二瓶美里（東京大学大学院 新領域創成科学研究科 准教授）、藤井靖（明星大学心理学部教授）、髙田大暉（NEXCO中日本東京支社 高速道路ドライブアドバイザー） | 岩田絵里奈                     | |
| 18 | 05月09日 | ストレス                         | 斉藤慎二（ジャングルポケット）、滝沢カレン、羽鳥慎一、武藤十夢                                                                                       | 大平英樹（名古屋大学大学院教授）、満倉靖恵（慶應義塾大学教授）、中田光紀（国際医療福祉大学教授） | 岩田絵里奈                     | |
| 19 | 05月16日 | がん治療の最前線                 | おいでやすこが、大沢あかね、斉藤慎二（ジャングルポケット）、滝沢カレン                                                                               | 中沢洋三（信州大学医学部教授）、井垣浩（国立がん研究センター中央病院放射線治療科長）、河野隆志（国立がん研究センター がんゲノム情報管理センター長） | 岩田絵里奈                     | |
| 20 | 05月23日 | 犯罪集団の新手口                 | 斉藤慎二（ジャングルポケット）、マヂカルラブリー、矢田亜希子、ゆうちゃみ、川田裕美、なすなかにし、武藤十夢                                           | 稲村悠（元警視庁公安部捜査官）、針尾大嗣（摂南大学教授）、小林久隆（米国立衛生研究所主任研究員） | 岩田絵里奈                     | |
| 21 | 06月13日 | 細菌・カビ                       | 池田美優、大沢あかね、斉藤慎二（ジャングルポケット）、なすなかにし                                                                                   | 大矢勝（横浜国立大学名誉教授）、白澤卓二（順天堂大学元教授医学博士）、飯田泰広（神奈川工科大学生物制御科学研究室教授） | 岩田絵里奈                     | |
| 22 | 06月20日 | 最新科学                         | おいでやすこが、大沢あかね、斉藤慎二（ジャングルポケット）、中山忍、錦鯉、本田望結、武藤十夢                                                         | 筧善行（香川大学学長）、日比野佐和子（大阪大学 特任准教授 医療法人社団康梓会Y'sサイエンスクリニック広尾）、上林拓（ペンシルベニア大学 医学部教授）、黒尾誠（自治医科大学抗加齢医学研究部教授）、関根嘉香（東海大学理学部教授）                                               | 岩田絵里奈                     | 2時間SP |
| 23 | 07月04日 | 宇宙人はいるのか?                | アンミカ、おいでやす小田、斉藤慎二（ジャングルポケット）、ゆうちゃみ                                                                                 | 井田茂（東京工業大学 地球生命研究所教授）、大場康弘（北海道大学 低温科学研究所准教授）、本間希樹（国立天文台 水沢VLBI観測所所長） | 岩田絵里奈                     | |
| 24 | 07月11日 | 人生が変わる睡眠                 | 生田絵梨花、斉藤慎二（ジャングルポケット）、なすなかにし、望月理恵                                                                                   | 眞野まみこ（愛知医科大学病院睡眠科・睡眠医療センター医学博士）、櫻井武（筑波大学教授 国際統合睡眠医科学研究機構副機構長）、渡辺佑基（総合研究大学院大学 統合進化科学研究センター）                                                                                           | 岩田絵里奈                     | |
| 25 | 08月08日 | 脳を旅で再起動                   | 神田愛花、斉藤慎二（ジャングルポケット）、南原清隆、本田望結                                                                                         | 毛内拡（生体組織機能学研究室主宰脳科学者）、高島明彦（学習院大学 理学部教授）、堂下恵（多摩大学 グローバルスタディーズ学教授） | 岩田絵里奈                     | |
| 26 | 08月15日 | 人たらしになる方法               | 大沢あかね、斉藤慎二（ジャングルポケット）、錦鯉、ヒコロヒー、福地桃子、本田望結、武藤十夢                                                           | 細田千尋（東北大学大学院情報科学研究科 兼 加齢医学研究所准教授）、堀田秀吾（明治大学 法学部教授）、青井渉（京都府立大学 生命環境科学研究科准教授） | 岩田絵里奈                     | |
| 27 | 08月22日 | スマホに爆食いされる現代人の時間 | 斉藤慎二（ジャングルポケット）、なすなかにし、早見あかり、ゆうちゃみ                                                                                 | 佐々木拓哉（東北大学 薬学部・大学院薬学研究科教授）、澤田誠（名古屋大学 環境医学研究所教授）、古谷彰子（愛国学園短期大学 准教授 兼 早稲田大学 ナノライフ創新研究機構 招聘研究員）                                                                                            | 岩田絵里奈                     | |
| 28 | 09月05日 | 食に潜む危険                     | こがけん、斉藤慎二（ジャングルポケット）、蓮佛美沙子、武藤十夢                                                                                       | 堤理恵（徳島大学大学院 医歯薬学研究部）、長谷川靖司（名古屋大学大学院 医学系研究科特任准教授）、千貫祐子（島根大学医学部 皮膚科准教授） | 岩田絵里奈                     | |
| 29 | 09月26日 | お金の新常識                     | こがけん、斉藤慎二（ジャングルポケット）、波瑠、武藤十夢                                                                                             | 頼藤太希（中央大学客員講師）、大槻奈那（名古屋商科大学大学院教授）、テスタ（投資家） | 岩田絵里奈                     | 2時間SP |
| 30 | 10月10日 | 最凶ダニ&肺の病気…家の危険       | 斉藤慎二（ジャングルポケット）、桜井日奈子、ヒコロヒー、村上（マヂカルラブリー）                                                                     | 白井秀治（東京アレルギー・呼吸器疾患研究所 環境アレルゲン研究班班長）、福島清春（大阪大学 免疫学フロンティア研究センター 特任助教医師）、河内千恵（自然免疫制御技術研究組合 理事工学博士）                                                                                   | 岩田絵里奈                     | |
| 31 | 10月17日 | 令和の現代病                     | おいでやすこが、木南晴夏、高橋茂雄（サバンナ）、武藤十夢                                                                                             | 白井杏湖（東京医科大学 耳鼻咽喉科頭頸部外科専門医）、綾木雅彦（慶應義塾大学 医学部眼科医）、森田学（宝塚医療大学 保健医療学部教授） | 岩田絵里奈                     | |
| 32 | 10月31日 | ｢美味しい｣の最新科学             | 北乃きい、斉藤慎二（ジャングルポケット）、マヂカルラブリー、ゆうちゃみ                                                                               | 堤理恵（徳島大学大学院 医歯薬学研究部招聘准教授）、福田真嗣（慶應義塾大学 先端生命科学研究所特任教授） | 河出奈津美                     | |
| 33 | 11月07日 | 超最新健康診断                   | 新垣結衣、磯村勇斗、おいでやす小田、近藤春菜（ハリセンボン）、斉藤慎二（ジャングルポケット）、芝大輔（モグライダー）、本田望結、武藤十夢、矢田亜希子 | 関根嘉香（東海大学 理学部教授）、日比野佐和子（日本抗加齢医学会 専門医医療法人社団康梓会Y'sサイエンスクリニック広尾）、今北英高（埼玉県立大学 保健医療福祉学部教授）、柳沢正史（筑波大学 国際統合睡眠医科学研究機構機構長）、和賀巌（東北大学 産学連携機構客員教授）         | 岩田絵里奈                     | 2時間SP |
| 34 | 11月28日 | 人類の常識を変える新発見         | 影山優佳、黒島結菜、斉藤慎二（ジャングルポケット）、なすなかにし                                                                                     | 細田千尋（東北大学 加齢医学研究所准教授）、井田茂（東京工業大学 地球生命研究所 教授日本天文学会会長）、東島智（量子科学技術研究開発機構 量子エネルギー部門 那珂研究所副所長）、渡邉正峰（東京大学大学院 工学系研究科准教授）、奥山輝大（東京大学 定量生命科学研究所 准教授） | 岩田絵里奈                     | |
| 35 | 12月05日 | 2023年上がった株下がった株       | 石田ひかり、おいでやすこが、斉藤慎二（ジャングルポケット）、武藤十夢                                                                                 | 大槻奈那（名古屋商科大学大学院教授）、テスタ（株式投資家） | 岩田絵里奈                     | |
| 36 | 12月12日 | 冬の不調解決SP                   | おいでやすこが、斉藤慎二（ジャングルポケット）、瀬戸朝香、ゆうちゃみ                                                                                 | 高石佳知（日本骨粗鬆症学会評議員）、伊藤剛（北里大学 漢方鍼灸治療センター客員教授）、城戸瑞穂（佐賀大学 医学部教授 | 岩田絵里奈                     | |
| 37 | 12月19日 | カレー&孤独                      | 生駒里奈、こがけん、斉藤慎二（ジャングルポケット）、ゆうちゃみ                                                                                       | 掛谷秀昭（京都大学大学院 薬学研究科創発医薬科学専攻教授）、虫明元（東北大学大学院 生理学教授）、石田光規（早稲田大学 文化構想学部教授） | 岩田絵里奈                     | |

#### 2024年
| 回 | 放送日   | テーマ                             | 聴講生 | 専門家 | 進行（日本テレビアナウンサー） | 備考    |
| -- | -------- | ---------------------------------- | --- | --- | ------------------------------ | ------- |
| 38 | 01月16日 | 顔の筋肉SP                         | こがけん、斉藤慎二（ジャングルポケット）、橋本愛、武藤十夢 | 奥田逸子（聖マリアンナ医科大学客員教授）、江連智暢（神戸大学大学院科学技術イノベーション研究科客員教授） | 岩田絵里奈                     |         |
| 39 | 01月23日 | 生活習慣改善SP                     | 安斉星来、おいでやすこが、上白石萌歌、斉藤慎二（ジャングルポケット）、ザ・マミィ、南原清隆、前田敦子、マヂカルラブリー、武藤十夢                                                          | 柳沢正史（筑波大学国際統合睡眠医科学研究機構機構長）、外山直樹（岡山大学学術研究院医歯薬学域助教）、森田学（宝塚医療大学教授日本口臭学会会長）、岡浩一朗（早稲田大学スポーツ科学学術院教授）、伊藤要子（HSPプロジェクト研究所 所長修文大学 健康栄養学部管理栄養学科 元教授） | 岩田絵里奈                     | 2時間SP |
| 40 | 01月30日 | 脳科学で好感度を掴む方法           | コットン、斉藤慎二（ジャングルポケット）、鈴木杏、向井慧（パンサー）、ゆうちゃみ | 森山剛（東京工芸大学工学部教授）、細田千尋（東北大学大学院情報科学研究科 兼 加齢医学研究所准教授）、石津智大（関西大学文学部心理学専修教授） | 岩田絵里奈                     |         |
| 41 | 02月06日 | 疲れ                               | 影山優佳、斉藤慎二（ジャングルポケット）、本田望結、溝端淳平、モグライダー | 渡辺恭良（神戸大学大学院 科学技術イノベーション研究科 特命教授日本疲労学会 理事長）、家光素行（立命館大学 スポーツ健康科学部教授）、粕谷大智（新潟医療福祉大学 鍼灸健康学科長教授）                                                                                          | 岩田絵里奈                     |         |
| 42 | 02月20日 | 激動の日本で給料を上げる方法!      | おいでやす小田、斉藤慎二（ジャングルポケット）、志田彩良、ヒコロヒー、武藤十夢コットン、斉藤慎二（ジャングルポケット）、本田望結、森泉、ゆうちゃみ                                        | 矢上晶子（日本アレルギー学会 理事）、大槻奈那（名古屋商科大学大学院 教授）、柏村祐（九州大学 グローバルイノベーションセンター 客員教授）、岩本隆（慶應義塾大学大学院 政策・メディア研究科 特任教授）                                                                         | 岩田絵里奈                     |         |
| 43 | 02月27日 | アレルギー                         | おいでやす小田、斉藤慎二（ジャングルポケット）、志田彩良、ヒコロヒー、武藤十夢 | 大久保公裕（日本医科大学大学院 医学研究科 教授日本アレルギー協会 理事）、矢上晶子（日本アレルギー学会 理事） | 岩田絵里奈                     |         |
| 44 | 03月12日 | 専門家のこだわり住まい             | おいでやす小田、斉藤慎二（ジャングルポケット）、本田望結、宮世琉弥、武藤十夢、村上（マヂカルラブリー）                                                                                    | 柳沢正史（筑波大学国際統合睡眠医科学研究機構・機構長） | 岩田絵里奈                     |         |
| 45 | 03月19日 | 知らないとやばい。2024年度の法改正 | おいでやす小田、門脇麦、斉藤慎二（ジャングルポケット）、竹内由恵、錦鯉、ゆうちゃみ | 上机美穂（東京経済大学 現代法学部教授）、柳亜紀（アーネスト法律事務所）、真野俊樹（中央大学大学院 戦略経営研究科教授） | 岩田絵里奈                     |         |
| 46 | 04月09日 | まだ間に合う!株で勝ち組になる方法  | こがけん、斉藤慎二（ジャングルポケット）、竹内由恵、中条あやみ、ヒコロヒー、武藤十夢 | エミン ユルマズ（エコノミスト）、大槻奈那（資産運用会社）、テスタ（株式投資家） | 岩田絵里奈                     |         |
| 47 | 04月23日 | 顔の魅力を上げる方法               | 斉藤慎二（ジャングルポケット）、田中樹（SixTONES）、マヂカルラブリー、武藤十夢、矢田亜希子                                                                                                | 高見寿子（新潟大学 大学院医歯学総合研究科客員研究員）、景山達斗（横浜国立大学 大学院工学研究院助教）、柳茂（学習院大学 理学部 生命科学科教授） | 岩田絵里奈                     |         |
| 48 | 04月30日 | 味覚&脳の鍛え方                    | いとくとら、おいでやす小田、大沢あかね、斉藤慎二（ジャングルポケット）、桜田ひより、高橋茂雄（サバンナ）、本田望結、マヂカルラブリー、武藤十夢、ゆうちゃみ                                | 堤理恵（広島大学 医学部）、細田千尋（東北大学大学院情報科学研究科 兼 加齢医学研究所准教授） | 岩田絵里奈                     |         |
| 49 | 05月07日 | 不老不死研究の最先端               | 影山優佳、コットン、斉藤慎二（ジャングルポケット）、松本まりか、ゆうちゃみ | 濱崎洋子（京都大学 iPS細胞研究所教授）、六車恵子（関西医科大学 医学部教授）、野村慎一郎（東北大学大学院 工学研究科 ロボティクス専攻 分子ロボティクス研究室准教授） | 岩田絵里奈                     |         |
| 50 | 05月14日 | ヒット本から読み解く現代社会       | おいでやす小田、斉藤慎二（ジャングルポケット）、橋本愛、武藤十夢、ゆうちゃみ | 和泉悠（南山大学 人類文化学科准教授）、今井翔太（AI研究者）、アンデシュ・ハンセン（著者）、久山葉子（翻訳家） | 岩田絵里奈                     |         |
| 51 | 05月28日 | 歯と口臭                           | 斉藤慎二（ジャングルポケット）、ザ・マミィ、土屋太鳳、武藤十夢、矢田亜希子 | 谷口奈央（福岡歯科大学 口腔保健学講座 教授日本口臭学会 理事）、二川浩樹（広島大学大学院 医系科学研究科 教授）、横瀬敏志（明海大学 歯学部 教授明海大学病院長） | 岩田絵里奈                     |         |
| 52 | 06月04日 | 超最新健康診断                     | 安斉星来、おいでやす小田、近藤春菜（ハリセンボン）、斉藤慎二（ジャングルポケット）、月島琉衣、錦鯉、FUMA（&TEAM）、本田望結、武藤十夢、矢田亜希子、ゆうちゃみ、吉村崇（平成ノブシコブシ） | 青山朋樹（京都大学 大学院医学研究科教授）、高橋悟（日本大学 医学部教授）、関根嘉香（東海大学 理学部教授）、瀧靖之（東北大学 加齢医学研究所教授）、谷口匡史（京都大学 大学院医学研究科助教）                                                                                  | 岩田絵里奈                     | 2時間SP |
| 53 | 06月11日 | 痩せてキレイになる食材SP           | こがけん、近藤春菜（ハリセンボン）、斉藤慎二（ジャングルポケット）、西野七瀬、マヂカルラブリー、ゆうちゃみ                                                                                | 國澤純（国立研究開発法人 医薬基盤・健康・栄養研究所）、笠松真吾（大阪公立大学大学院理学研究科 生物化学専攻准教授） | 岩田絵里奈                     |         |
| 54 | 06月18日 | 令和の現代病SP                     | こがけん、斉藤慎二（ジャングルポケット）、武藤十夢、森川葵、ゆうちゃみ | 佐藤純（中部大学 生命健康科学部教授）、田村好史（順天堂大学大学院 医学研究科教授）、久道勝也（下北沢病院理事長） | 岩田絵里奈                     |         |
| 55 | 07月02日 | 激辛の最新科学                     | アンミカ、斉藤慎二（ジャングルポケット）、許豊凡（INI）、マヂカルラブリー、ゆうちゃみ | 堤理恵（広島大学 医学部） | 岩田絵里奈                     |         |
| 56 | 07月09日 | 睡眠一挙解決SP                     | こがけん、斉藤慎二（ジャングルポケット）、ザ・マミィ、薄幸（納言）、武藤十夢、吉川愛 | 柳沢正史（筑波大学 国際統合睡眠医科学研究機構機構長）、櫻井武（副機構長） | 岩田絵里奈                     |         |
| 57 | 07月16日 | 睡眠解決・ハラスメント             | 阿部亮平（Snow Man）、こがけん、斉藤慎二（ジャングルポケット）、ザ・マミィ、薄幸（納言）、ヒコロヒー、武藤十夢、ゆうちゃみ、吉川愛                                                        | 遠藤研一郎（中央大学 法学部長）、小野章子（文京湯島法律事務所 弁護士）、細田千尋（東北大学 加齢医学研究所 脳科学研究部門 准教授）、外山直樹（岡山大学 学術研究院 医歯薬学域 助教）                                                                                           | 岩田絵里奈                     |         |
| 58 | 08月06日 | 驚異の知能 タコVSイカSP            | アンミカ、こがけん、斉藤慎二（ジャングルポケット）、高橋茂雄（サバンナ）、月島琉衣、ゆうちゃみ                                                                                            | 桝太一（同志社大学ハリス理化学研究所 専任研究所員 助教）、池田譲（琉球大学 理学部海洋自然科学科 生物系 教授）、杉本親要（慶應義塾大学 自然科学研究教育センター法学部 生物学教室 助教）                                                                                       | 岩田絵里奈                     |         |
| 59 | 08月20日 | 現代人を襲う目のトラブルの予防法   | 安斉星来、斉藤慎二（ジャングルポケット）、新川優愛、錦鯉、武藤十夢 | 海津幸子（島根大学 医学部 助教）、内野美樹（慶應義塾大学 医学部 特任講師 眼科医）、綾木雅彦（慶應義塾大学 医学部 眼科医） | 岩田絵里奈                     |         |
| 60 | 08月27日 | 超回復食材SP                       | 生駒里奈、浮所飛貴（美 少年）、大沢あかね、こがけん、斉藤慎二（ジャングルポケット）、錦鯉、羽鳥慎一、本田望結、村上（マヂカルラブリー）、ゆうちゃみ                                       | 江口文陽（東京農業大学 学長）、青井渉（京都府立大学大学院 生命環境科学研究科 准教授）、掛谷秀昭（京都大学大学院 薬学研究科 教授） | 岩田絵里奈                     |         |
| 61 | 09月03日 | 顔のお悩み一斉調査SP               | おいでやす小田、オカリナ（おかずクラブ）薄幸（納言）、竹内由恵、中川大志、ゆうちゃみ | 永井竜児（東海大学 農学部 食生命科学科 教授）、高見寿子（新潟大学大学院 医歯学総合研究科 客員研究員）、加治屋健太朗（弘前大学大学院 医学研究科 招へい教授） | 岩田絵里奈                     |         |
| 62 | 09月10日 | 血液型&県民性の新常識              | おいでやす小田、窪塚愛流、ヒコロヒー、武藤十夢、矢田亜希子 | 太田博樹（東京大学大学院理学系研究科 生物科学専攻 教授）、深瀬浩一（大阪大学 理事・副学長、大阪大学大学院理学研究科・理学部 教授） | 岩田絵里奈                     |         |
| 63 | 09月24日 | 株で勝ち組になる方法               | おいでやす小田、川田裕美、錦鯉、畑芽育、武藤十夢 | テスタ（株式投資家）、エミン・ユルマズ（エコノミスト）、大槻奈那（名古屋商科大学大学院教授） | 岩田絵里奈                     |         |
| 64 | 10月08日 | 捨て食材に眠る栄養素               | オカリナ（おかずクラブ）、川田裕美、マヂカルラブリー、八木莉可子、ゆうちゃみ | 堤理恵（広島大学 医学部） | 岩田絵里奈                     |         |
| 65 | 10月22日 | 秋のアレルギー                     | 安斉星来、アンミカ、オカリナ（おかずクラブ）、高橋茂雄（サバンナ）、森川葵 | 大久保公裕（日本医科大学大学院 医学研究科 教授日本アレルギー学会 理事）、千貫祐子（島根大学 医学部皮膚科 准教授）、沼田貴史（東京医科大学 皮膚科学分野 講師） | 岩田絵里奈                     |         |
| 66 | 10月29日 | ハラスメント第2弾                  | 許豊凡（INI）、竹内由恵、土屋太鳳、錦鯉、村上（マヂカルラブリー）、ゆうちゃみ | 遠藤研一郎（中央大学 法学部長）、小野章子（文京湯島法律事務所 弁護士） | 岩田絵里奈                     |         |
| 67 | 11月05日 | 他人には言えない体のお悩み         | 池松壮亮、おいでやす小田、オカリナ（おかずクラブ）、島崎遥香、月島琉衣、長谷川雅紀（錦鯉）、宮野真守、武藤十夢、ゆうちゃみ、吉村崇（平成ノブシコブシ）                                    | 関根嘉香（東海大学理学部教授）、武田正之（山梨大学名誉教授）、小山晃英（京都府立医科大学医学研究科）、伊藤明子（赤坂ファミリークリニック院長、東京大学医学部附属病院 医師）                                                                                                  | 岩田絵里奈                     | 2時間SP |
| 68 | 11月19日 | 冬の足トラブル                     | アンミカ、おいでやす小田、オカリナ（おかずクラブ）、武藤十夢、森香澄、矢田亜希子 | 関根嘉香（東海大学理学部化学科 教授）、江戸優裕（千葉県立保健医療大学健康科学部 准教授） | 岩田絵里奈                     |         |
| 69 | 12月10日 | 2024年上がった株下がった株"総決算" | おいでやす小田、片寄涼太（GENERATIONS from EXILE TRIBE）、タイムマシーン3号、高橋真麻、ヒコロヒー                                                                                         | テスタ（株式投資家）、大槻奈那（名古屋商科大学大学院 教授）、渡部清二（経済アナリスト） | 岩田絵里奈                     |         |
| 70 | 12月17日 | 鍋の最新科学                       | 瀬口黎弥（FANTASTICS from EXILE TRIBE）、高橋茂雄（サバンナ）、マヂカルラブリー、矢田亜希子、ゆうちゃみ                                                                                   | 堤理恵（広島大学医学部）、白澤卓二（国際予防医学協会 理事長） | 岩田絵里奈                     |         |

#### 2025年
| 回 | 放送日   | テーマ                                                    | 聴講生 | 専門家 | 進行（日本テレビアナウンサー） | 備考    |
| -- | -------- | --------------------------------------------------------- | --- | --- | ------------------------------ | ------- |
| 71 | 01月14日 | ガチでいい顔になる最新科学SP                              | 浮所飛貴（美 少年）、オカリナ（おかずクラブ）、川口春奈、島崎遥香、タイムマシーン3号、高橋真麻、月島琉衣、マヂカルラブリー、武藤十夢、矢田亜希子、ゆうちゃみ | 高見寿子（新潟大学大学院 医歯学総合研究科客員研究員）、今井一彰（みらいクリニック院長）、服部俊治（東京農工大学 客員教授）、前川知樹（新潟大学 医歯学総合研究科研究 教授）、高橋祥子（株式会社TAZ 代表） | 岩田絵里奈                     | 2時間SP |
| 72 | 01月21日 | ハラスメント裁判SP                                        | オカリナ（おかずクラブ）、志田彩良、島崎遥香、許豊凡（INI）、竹内由恵、錦鯉 | 遠藤研一郎（中央大学 法学部長）、小野章子（文京湯島法律事務所 代表弁護士） | 岩田絵里奈                     |         |
| 73 | 02月11日 | インフルエンザの新常識SP&令和の新ジェネレーションギャップ | アンミカ、浮所飛貴（美 少年）、神田愛花、関根麻里、高橋茂雄（サバンナ）、錦鯉、藤本美貴、ゆうちゃみ | 伊藤守弘（中部大学 生命健康科学部 教授）、大槻奈那（名古屋商科大学大学院 教授、金融アナリスト）、平和博（桜美林大学 教授） | 岩田絵里奈                     |         |
| 74 | 02月25日 | 花粉症&アレルギー大改善SP                                 | アンミカ、おいでやす小田、オカリナ（おかずクラブ）、椛島光、神田愛花、島崎遥香、タイムマシーン3号、錦鯉、長谷川忍（シソンヌ）、宮世琉弥 | 大久保公裕（日本医科大学大学院教授、日本アレルギー協会理事）、千貫祐子（島根大学 医学部皮膚科 准教授）、野嶽勇一（神奈川大学化学生命学部 教授）、中村勇規（山梨大学大学院総合研究部 准教授） | 岩田絵里奈                     | 2時間SP |
| 75 | 03月04日 | 住まいの大正解SP                                          | 池田美優、オカリナ、タイムマシーン3号、竹内由恵、橋本愛 | 船渡亮（一級建築士）、長井良至（一級建築士）、野澤千絵（明治大学政治 経済学部 教授） | 岩田絵里奈                     |         |
| 76 | 03月11日 | 令和の新法律SP                                            | 浮所飛貴（ACEes）、大沢あかね、オカリナ（おかずクラブ）、神田愛花、久保史緒里（乃木坂46）、こがけん、ゆうちゃみ | 遠藤研一郎（中央大学 法学部長）、遠藤英樹（一般社団法人LMN代表理事）、小野章子（文京湯島法律事務所代表弁護士）、小林富雄（日本女子大学 家政学部家政経済学科教授）、武冨紹信（北海道大学大学院医学研究院外科系部門日本外科学会 理事長）、増田修一（静岡県立大食品栄養科学部 教授）、真野俊樹（中央大学大学院戦略経営研究科 教授）                                                           | 岩田絵里奈                     |         |
| 77 | 03月25日 | ビフォーアフターSP                                        | 安藤なつ（メイプル超合金）、石田ひかり、おいでやす小田、オカリナ（おかずクラブ）、Kōki,、高橋茂雄（サバンナ）、竹内由恵、長谷川雅紀（錦鯉）、武藤十夢、矢田亜希子、ゆうちゃみ、吉川美代子 | 塚本浩（筑波大学附属病院神経内科臨床 教授）、筧善行（香川大学前学長国際希少糖研究教育機構 特命教授）、竹田竜嗣（関西福祉科学大学 健康福祉学部福祉栄養学科 准教授）、白河桃子（相模女子大学大学院 特任教授）、堤理恵（広島大学 医学部） | 岩田絵里奈                     | 2時間SP |
| 78 | 04月15日 | 人に好かれる最新科学                                      | 安藤なつ（メイプル超合金）、アンミカ、石田ひかり、浮所飛貴（ACEes）、オカリナ（おかずクラブ）、椛島光、岸井ゆきの、吉瀬美智子、島崎遥香、タイムマシーン3号、高橋茂雄（サバンナ）、高橋真麻、竹内由恵、錦鯉、長谷川忍（シソンヌ）、武藤十夢、ゆうちゃみ                                                                              | 関根嘉香（東海大学理学部教授）、細田千尋（東北大学加齢医学研究所准教授）、菅野太郎（東北大学大学院歯学研究科教授）、鶴田大輔（大阪公立大学大学院医学研究科教授）、根来秀行（ハーバード大学医学部内科客員教授） | 岩田絵里奈                     | 2時間SP |
| 79 | 04月29日 | 交通事故の最新科学                                        | 與真司郎、近藤春菜（ハリセンボン）、竹内由恵、西田ひかる、長谷川忍（シソンヌ）、矢田亜希子 | 中島博史（交通事故鑑定ラプター所長交通事故鑑定人）、山本一成（Turing株式会社代表取締役）、外山敬祐（NEXCO東日本渋滞予報士） | 岩田絵里奈                     |         |
| 80 | 05月06日 | 激動の2025年お金の新常識SP                                | オカリナ（おかずクラブ）、小倉優子、こがけん、許豊凡（INI）、長谷川忍（シソンヌ）、武藤十夢、森泉 | テスタ（株式投資家）、大槻奈那（名古屋商科大学大学院教授、金融アナリスト）、塚本俊太郎（元金融庁金融教育担当金融教育家） | 岩田絵里奈                     |         |
| 81 | 05月13日 | 新法律SP                                                  | 浮所飛貴（ACEes）、内田恭子、オカリナ（おかずクラブ）、SHELLY、長谷川忍（シソンヌ）、槙野智章、武藤十夢 | 岩田康之（東京学芸大学先端教育人材育成推進機構教授）、内田良（名古屋大学大学院教育発達科学研究科教授）、遠藤研一郎（中央大学法学部長）、小野章子（文京湯島法律事務所代表弁護士）、矢野裕児（日本物流学会会長） | 岩田絵里奈                     |         |
| 82 | 06月03日 | 芸能人22名健康診断                                        | 安斉星来、安藤なつ（メイプル超合金）、浮所飛貴（ACEes）、おいでやす小田、オカリナ（おかずクラブ）、小倉優子、熊元プロレス（紅しょうが）、黒沢かずこ（森三中）、酒井美紀、島崎遥香、薄幸（納言）、高橋真麻、錦鯉、長谷川忍（シソンヌ）、原沙知絵、松丸友紀、武藤十夢、村上佳菜子、矢田亜希子、ゆうちゃみ、吉村崇（平成ノブシコブシ） | 出来尾格（東京慈恵会医科大学医学部准教授）、江戸優裕（千葉県立保健医療大学健康科学部准教授）、高橋悟（日本大学医学部教授）、長谷川靖司（名古屋大学大学院医学系研究科特任准教授） | 岩田絵里奈                     | 2時間SP |
| 83 | 06月17日 | 海外詐欺グループに潜入SP                                  | 浮所飛貴（ACEes）、竹内由恵、マヂカルラブリー、山本美月、ゆうちゃみ | 水谷竹秀（ノンフィクションライター）、多田文明（犯罪ジャーナリスト）、藤井靖（明星大学心理学部教授臨床心理士）、泰梨沙子（東南アジア専門ジャーナリスト）、櫻井裕一（元警視庁警視） | 岩田絵里奈                     |         |
| 84 | 07月01日 | 令和の新法律SP                                            | オカリナ（おかずクラブ）、SHELLY、許豊凡（INI）、松陰寺太勇（ぺこぱ）、長嶋一茂、古市憲寿 | 中井治郎（文教大学国際学部国際観光学科専任講師）、福井一喜（流通経済大学共創社会学部流通経済大学大学院社会学研究科准教授）、小野章子（文京湯島法律事務所代表弁護士）、三輪泰史（創発戦略センターチーフスペシャリスト）、中森剛志（中森農産株式会社代表取締役） | 岩田絵里奈                     |         |
| 85 | 07月15日 | 日本の食卓を変える!食の大発見SP!                          | 安斉星来、片寄涼太（GENERATIONS）、タイムマシーン3号、バービー | 中村浩蔵（信州大学農学部准教授）、山本俊政（岡山理科大学准教授）、濱崎将臣（上五島水産業普及指導センター） | 岩田絵里奈                     |         |
| 86 | 07月22日 | 人には言えない体の悩みSP                                  | 阿部亮平（Snow Man）、井上咲楽、タイムマシーン3号、ゆうちゃみ、遼河はるひ | 千貫祐子（島根大学医学部皮膚科准教授）、平澤精一（東京医科大学地域医療指導教授日本メンズヘルス医学会治療認定医） | 岩田絵里奈                     |         |
| 87 | 07月29日 | 子育ての悩みを最新科学で解決SP                            | 川田裕美、菊川怜、平子祐希（アルコ&ピース）、藤本美貴、松本薫、矢田亜希子 | 今井一博（東京大学大学院総合文化研究科広域科学専攻生命環境科学系運動適応科学講座准教授）、河野玄斗（河野塾塾長）、田中博之（早稲田大学教職大学院教授）、星友啓（スタンフォードオンラインハイスクール校長哲学博士）、細田千尋（東北大学加齢医学研究所准教授脳科学者） | 岩田絵里奈                     |         |
| 88 | 08月12日 | 研究者がやりたい自由研究SP                                | 島崎遥香、鈴鹿央士、タイムマシーン3号、長谷川雅紀（錦鯉）、松丸友紀、武藤十夢 | 柳沢正史（筑波大学国際統合睡眠医科学研究機構機構長）、高見寿子（新潟大学大学院医歯学総合研究科客員研究員）、関根嘉香（東海大学理学部教授） | 岩田絵里奈                     |         |
| 89 | 08月19日 | 新法律SP                                                  | 浮所飛貴（ACEes）、内田恭子、オカリナ、SHELLY、島崎遥香、許豊凡（INI）、高橋茂雄、高橋真麻、長谷川忍（シソンヌ）、古市憲寿、槙野智章、武藤十夢、ゆうちゃみ | 伊藤安海（山梨大学大学院総合研究部工学域機械工学教授）、青木宏文（名古屋大学未来社会創造機構モビリティ社会研究所特任教授）、小野章子（文京湯島法律事務所代表弁護士）、牛窪恵（立教大学大学院客員教授）、坂元晴香（日本医療政策機構シニアマネージャー聖路加国際大学客員准教授）、遠藤研一郎（中央大学法学部長）、野澤千絵（明治大学政治経済学部教授）、小池淳司（神戸大学大学院工学科教授） | 岩田絵里奈                     |         |
| 90 | 09月02日 | 不老不死SP                                                | | | 岩田絵里奈                     | 最終回  |

## ネット局

### パイロット版
- パイロット版を放映した各枠の通常ネット局の他、以下の放送局でも放送された。

| 放送対象地域 | 放送局            | 系列           | 放送日時                     | 放送期間                | ネット状況 | 備考 |
| ------------ | ----------------- | -------------- | ---------------------------- | ----------------------- | ---------- | ---- |
| 広島県       | 広島テレビ（HTV） | 日本テレビ系列 | 水曜 0:59 - 1:29（火曜深夜） | 2022年3月23日 - 4月6日  | 遅れネット |      |
| 近畿広域圏   | 読売テレビ（ytv） | 日本テレビ系列 | 火曜 10:25 - 10:55           | 2022年7月12日 - 7月26日 | 遅れネット |      |

### レギュラー放送
| 放送対象地域   | 放送局                    | 系列                          | 放送期間                              | 放送日時           | ネット状況 | 備考     |
| -------------- | ------------------------- | ----------------------------- | ------------------------------------- | ------------------ | ---------- | -------- |
| 関東広域圏     | 日本テレビ（NTV）         | 日本テレビ系列                | 2022年10月25日 - 2025年9月2日（予定） | 火曜 22:00 - 23:00 | 制作局     |          |
| 北海道         | 札幌テレビ（STV）         | 日本テレビ系列                | 2022年10月25日 - 2025年9月2日（予定） | 火曜 22:00 - 23:00 | 同時ネット |          |
| 青森県         | 青森放送（RAB）           | 日本テレビ系列                | 2022年10月25日 - 2025年9月2日（予定） | 火曜 22:00 - 23:00 | 同時ネット |          |
| 岩手県         | テレビ岩手（TVI）         | 日本テレビ系列                | 2022年10月25日 - 2025年9月2日（予定） | 火曜 22:00 - 23:00 | 同時ネット |          |
| 宮城県         | ミヤギテレビ（MMT）       | 日本テレビ系列                | 2022年10月25日 - 2025年9月2日（予定） | 火曜 22:00 - 23:00 | 同時ネット |          |
| 秋田県         | 秋田放送（ABS）           | 日本テレビ系列                | 2022年10月25日 - 2025年9月2日（予定） | 火曜 22:00 - 23:00 | 同時ネット |          |
| 山形県         | 山形放送（YBC）           | 日本テレビ系列                | 2022年10月25日 - 2025年9月2日（予定） | 火曜 22:00 - 23:00 | 同時ネット |          |
| 福島県         | 福島中央テレビ（FCT）     | 日本テレビ系列                | 2022年10月25日 - 2025年9月2日（予定） | 火曜 22:00 - 23:00 | 同時ネット |          |
| 山梨県         | 山梨放送（YBS）           | 日本テレビ系列                | 2022年10月25日 - 2025年9月2日（予定） | 火曜 22:00 - 23:00 | 同時ネット |          |
| 長野県         | テレビ信州（TSB）         | 日本テレビ系列                | 2022年10月25日 - 2025年9月2日（予定） | 火曜 22:00 - 23:00 | 同時ネット |          |
| 新潟県         | テレビ新潟（TeNY）        | 日本テレビ系列                | 2022年10月25日 - 2025年9月2日（予定） | 火曜 22:00 - 23:00 | 同時ネット |          |
| 静岡県         | 静岡第一テレビ（SDT）     | 日本テレビ系列                | 2022年10月25日 - 2025年9月2日（予定） | 火曜 22:00 - 23:00 | 同時ネット |          |
| 富山県         | 北日本放送（KNB）         | 日本テレビ系列                | 2022年10月25日 - 2025年9月2日（予定） | 火曜 22:00 - 23:00 | 同時ネット |          |
| 石川県         | テレビ金沢（KTK）         | 日本テレビ系列                | 2022年10月25日 - 2025年9月2日（予定） | 火曜 22:00 - 23:00 | 同時ネット |          |
| 福井県         | 福井放送（FBC）           | 日本テレビ系列                | 2022年10月25日 - 2025年9月2日（予定） | 火曜 22:00 - 23:00 | 同時ネット |          |
| 中京広域圏     | 中京テレビ（CTV）         | 日本テレビ系列                | 2022年10月25日 - 2025年9月2日（予定） | 火曜 22:00 - 23:00 | 同時ネット |          |
| 近畿広域圏     | 読売テレビ（ytv）         | 日本テレビ系列                | 2022年10月25日 - 2025年9月2日（予定） | 火曜 22:00 - 23:00 | 同時ネット |          |
| 鳥取県・島根県 | 日本海テレビ（NKT）       | 日本テレビ系列                | 2022年10月25日 - 2025年9月2日（予定） | 火曜 22:00 - 23:00 | 同時ネット |          |
| 広島県         | 広島テレビ（HTV）         | 日本テレビ系列                | 2022年10月25日 - 2025年9月2日（予定） | 火曜 22:00 - 23:00 | 同時ネット |          |
| 山口県         | 山口放送（KRY）           | 日本テレビ系列                | 2022年10月25日 - 2025年9月2日（予定） | 火曜 22:00 - 23:00 | 同時ネット |          |
| 徳島県         | 四国放送（JRT）           | 日本テレビ系列                | 2022年10月25日 - 2025年9月2日（予定） | 火曜 22:00 - 23:00 | 同時ネット |          |
| 香川県・岡山県 | 西日本放送（RNC）         | 日本テレビ系列                | 2022年10月25日 - 2025年9月2日（予定） | 火曜 22:00 - 23:00 | 同時ネット |          |
| 愛媛県         | 南海放送（RNB）           | 日本テレビ系列                | 2022年10月25日 - 2025年9月2日（予定） | 火曜 22:00 - 23:00 | 同時ネット |          |
| 高知県         | 高知放送（RKC）           | 日本テレビ系列                | 2022年10月25日 - 2025年9月2日（予定） | 火曜 22:00 - 23:00 | 同時ネット |          |
| 福岡県         | 福岡放送（FBS）           | 日本テレビ系列                | 2022年10月25日 - 2025年9月2日（予定） | 火曜 22:00 - 23:00 | 同時ネット |          |
| 長崎県         | 長崎国際テレビ（NIB）     | 日本テレビ系列                | 2022年10月25日 - 2025年9月2日（予定） | 火曜 22:00 - 23:00 | 同時ネット |          |
| 熊本県         | くまもと県民テレビ（KKT） | 日本テレビ系列                | 2022年10月25日 - 2025年9月2日（予定） | 火曜 22:00 - 23:00 | 同時ネット |          |
| 鹿児島県       | 鹿児島読売テレビ（KYT）   | 日本テレビ系列                | 2022年10月25日 - 2025年9月2日（予定） | 火曜 22:00 - 23:00 | 同時ネット |          |
| 沖縄県         | 琉球放送（RBC）           | TBS系列                       | 2022年11月10日 -                      | 木曜 15:49 - 16:50 | 遅れネット |          |
| 大分県         | テレビ大分（TOS）         | 日本テレビ系列 フジテレビ系列 | 2022年11月11日 -                      | 金曜 9:50 - 10:50  | 遅れネット | [ 注 4 ] |

## スピンオフ番組
本作のスピンオフとして、番組レギュラーの斉藤慎二が「シンレーザー」に扮して司会を務めた『カズレーザーと学ぶ。特別版！シティーハンター×シンレーザーと学ぶ。』が2023年9月3日に放送された。本作は『劇場版シティーハンター 天使の涙（エンジェルダスト）』の公開を記念した番組で、『シティーハンター』の基礎知識など4つの項目が紹介された。

### MC
- シンレーザー（斉藤慎二）（ジャングルポケット）

### パネラー
- なすなかにし（那須晃行、中西茂樹）
- 神田愛花
- こがけん
- 武藤十夢

### 進行
- 岩田絵里奈（日本テレビアナウンサー）

### 専門家ゲスト
- 神谷明

『シティーハンター』の主人公・冴羽獠役の声優。番組では、どのようにして獠役を射止めたかが語られたほか、声優になった経緯などが紹介されている。
- 若林豪

アニプレックス所属のアニメプロデューサー。作品の基礎知識や、最新映画の見どころなどを紹介。
- 小室哲哉

アーティスト、音楽プロデューサー。初代エンディングテーマ『Get Wild』を担当したTM NETWORKのメンバー。『Get Wild』製作の裏側を語ったほか、『Get Wild』の最初期のバージョンが少しだけ紹介された。

## スタッフ
●=レギュラー版から
- 総合演出：宮森宏樹（●、2025年1月21日-、2025年1月14日までは演出）
- 構成：石塚祐介、大谷裕一、平出尚人
- ナレーション：あおい洋一郎（第4回-）
- TM：木村博靖
- SW：津野祐一（ネクプラ・●）
- CAM：佐原陽平（第4回-）【基本毎週】、西阪(坂)康史（●）【不定期】
- MIX：村瀬脩一【基本毎週】、山口直樹（●、一時離脱→復帰）【不定期】
- VE：天内理絵
- 照明：村上洋平【基本毎週】、木村弥史（木村→●）【不定期】
- 美術プロデューサー：三浦昭彦（●）
- デザイン：波多野真理（●）
- 大道具：武遥菜（●）
- 電飾：森田光俊（●）
- 造園：安澤諒奏（●）
- 小道具（●）：今村文孝（●）
- メイク：奥松かつら（●）
- 編集：都築嵩史【基本毎週】、塚本貴紀、森田響生（塚本・森田→●）【不定期】
- MA：安次富偲【基本毎週】、木下直哉（安次・木下→●）【不定期】
- 音効：鈴木信行
- TK：坂本幸子（ネクプラ・●）、奈良里美、伊村佳恵（奈良・伊村→●）【週替り】
- CG（●）：ALEX（●）
- リサーチ：神谷翔、小暮翔【毎週】、喜多あおい、辻本貴一、大森智仁、瑞原信行、櫛引孝志、福田光利、土屋賢人、白井祈、山崎健治、野村直子、村田恭子、明田有紀子、依田龍介、菅野大晟、齋藤譲（小暮・喜多〜齋藤→●）【週替り】
- 技術協力：NiTRO
- 美術協力：日テレアート
- 協力：アフロ（●）他
- デスク：府川麻衣子（●）
- 制作進行（●）：渡部亜美（●）
- ディレクター：高橋慎耶、荷見基成、小潟龍輝、伊藤高史、関野政昭、木田佳樹、池田翔一、近藤貴浩、植田良樹、有賀響平、花房勇治、土屋豪広、峯田希生、砂川隼樹、池田翔、池之上隼太、今井希、尾越功（ハンター）、大谷真也、松尾宗之、須田真光（BEE OURS）、大森遼、マリク紗世武、春田英知、山越由貴、諸伏将大、小木曽克典、井上恭輔、関根健二、坂口英雄、永留佑城、木下仁志（いまじん）、落合聖仁、石丸貴寛、中野虎之介、久保陸、村田欣也、荷見基成、小林恭寛/菅瑠梨、大住一真、髙木友希、中村匠、中山美咲、栗田佑季音、村瀬由佳、安吉翔未、可知学、山田菜葉、石塚優希、中田光咲、吉岡葉乃、庄司和真、内藤萌、三宅由望、矢田萌乃、伊藤泰助、齊藤七恵、髙橋彩、澤江あや乃、酒井俊也、長谷川もも、藤島礼華、栁澤葉月、森下淳也、安田愛那、皆元萌乃香、大渕拓郎、大澤(塚)菜穂、指方悠名、城田香乃、中里文音、小野暖菜子、河野諒大、枡村チャンリカ裕美、松井理子、内藤杏妃、猪野笙之介、久土果南、小笠原佑奈、手塚貴志、近藤佳奈羽、植坂奈央、榊原由佳、丸山梨瀬、大庭紀香、大藤陽香、河野七海、安吉翔未、金志修、谷口健太郎、川井幹太（共に●）【週替り】
- チーフ／ディレクター(●)：川口順也（THE WORKS、●、以前はチーフディレクター）【週替り】
- チーフディレクター(●)：大谷俊介（THE WORKS）、田中真之、飛田真也（クリエイティブ30）、緑川大介、宮本将孝（極東電視台）、小田切大輔（VVQ）、黒石岳志・道下貴之（いまじん）、南斉岬、齊藤篤史、山口哲生、廣田彰大（シオプロ）、森本充、石和田英明、峰尾圭一（スマイトピクチャーズ）、安池薫、河合亮輔、辰巳洋平（全員→●、緑川・南斉・山口・河合・辰巳→以前はディレクター、小田切→以前はチーフディレクター►チーフ／ディレクター）【週替り】
- 演出：西本幸平（●、2025年1月21日-）
- 企画：水嶋陽（●、2025年1月21日-、第4回までは企画・演出→2025年1月14日までは企画・総合演出）
- プロデューサー：川口信洋、清家未来【毎週】、山本玲子・内藤葵（THE WORKS）、熊田靖士、白井夕貴（クリエイティブ30）、宇和川隆・大波多洋貴（クリーク・アンド・リバー社）、飯髙昌宏・前多由香（いまじん）、柴田雅美（acro）、佐藤三羽一、藤田幸伸・山下仁志（Sp!ce Factory）、中澤悠太（中澤→以前は制作進行→一時離脱）、影山龍太【週替り】、森美紀子【毎週】/友枝あす香、高取佑、香山莉央、加藤彩華、三宅佐和子、配藤麻衣、藤森彩夏、佐藤優里、市川義信、佐々木啓実、亀井幸恵、朝倉久実【週替り】（山下・森以外→●）
- チーフプロデューサー：大橋邦世（●、2025年6月3日-）
- 制作協力：Sp!ce Factory、THE WORKS、Creative30、セプテンバー、クリーク・アンド・リバー社、いまじん（THE・Cre・セプテ・クリーク・いまじ→●）
- 製作著作：日本テレビ

### 過去のスタッフ
- 天の声（ナレーション）：忽滑谷こころ（日本テレビアナウンサー、ネクプラ）[9]
- SW：渡辺滋雄（第4回）
- CAM：榎本丈之（ネクプラ）
- 美術プロデューサー：髙野泰人（第4回まで）、大川明子（●）
- デザイン：田澤奈津美（第4回まで）
- 大道具：日野信之（第4回まで）
- 電飾：黒沢裕之（●）
- メイク：有村美咲（ネクプラ）、畠山紗矢香（第4回）
- 生花装飾：原京子（ネクプラ）、山岡理沙（第4回）
- 造園：安澤淳（第4回まで）
- MA：森川享祐（第4回まで）
- TK：山際慎子（第4回）
- CG：古川滋彦（ネクプラ）
- イラスト：伊保内光香(季)（第4回まで）
- リサーチ：稲津大周
- デスク：富重裕子（第4回まで）
- ディレクター：福田龍/大澤菜穂、髙田菜月、根田涼太郎（共にネクプラ）、加藤昌義、長曽我部理紗（共に第4回まで）、星野夏子/坂本沙弥（共に第4回）、谷口真美（2024年5月頃まで）、高梨智子、吉岡弘晃、齋藤雅人、髙橋敦宣、太田大介、橋本宗太郎、三浦洸、上野詩織、岩間俊明、関口正樹、山瀧祥子、南村洋志、矢吹竜也、平賀知博、茂木孝太、阿部裕一郎、小手川由莉/菊野健太、河野真佑子、森優芽、伊東若菜、中村太政、前川健、相馬幸太、手島拓哉、橋本淳平、河合真歩、丸田志保、山田実梨、友常沙紀、植木友哉、雨宮優、佐藤広大、川村和希、宮田彩夏、武航平、山田拓人、川端沙英、丸山悟志、遠藤拓海、清水涼花、長岡大輝、此(比)村空、中司泰佑、水野尚杜、松下怜里、井川美月（共に●）
- チーフ／ディレクター（●）：桑原慶介（ジッピー）、内田雅行（CRANKY）（全員→●、内田→以前はディレクター）
- チーフディレクター（●）：工藤恵司（●、ジッピー）、小倉寛太（●、以前はディレクター）、武信考（第4回までは演出、Sp!ce Factory）、石川雅英（ジッピー）、吉田雅司、目黒隆志（全員→●、石川・吉田→以前はディレクター）
- プロデューサー：笹木哲（第4回まで）、岩沢錬（●）、佐藤里絵、内田智子、横山貴子、本橋由美子、南里梨絵、栗原利典、藤澤明季子・松岡満枝（ジッピー）/萩(荻)野知美、岡田実樹、斉藤陽子、大場友和（佐藤里以外→●）
- チーフプロデューサー：秋山健一郎（第4回まで）、新井秀和（●、第4回までは統轄プロデューサー）
- 制作協力：ジッピー（●）